# Albert Hersoy
Albert Hersoy (Hautmont, 19 settembre 1895 – Maubeuge, 24 luglio 1979) è stato un ginnasta francese.

## Palmarès

### Olimpiadi
- 1 medaglia:
  - 1 bronzo (Anversa 1920 nel concorso a squadre)